# 新官渡站
新官渡站是襄渝铁路上行线上的一座铁路车站，位于四川省达州市万源市官渡镇境内。该站是襄渝铁路复线化时增建的会让站，位于原单线铁路(增建二线后为下行线)官渡站东南（两站间无连接线路）。车站隶属于西安铁路局安康车务段，仅作上行列车越行用，不办理客货运业务。

## 车站设施
车站站场呈西南—东北走向，设有股道2条（其中正线1股，侧线1股），站台1座，站房位于线左，未配备货运设施。车站上行部分位于跨后江的大桥上，下行紧接羊子岭隧道。

## 周边设施
- 新官渡公交站